# Mesetas centrales de Sri Lanka
Las Mesetas centrales de Sri Lanka son un conjunto de áreas naturales de las provincias Central y Sabaragamuwa en Sri Lanka que fueron declaradas Patrimonio de la Humanidad por la Unesco en 2010. Bajo esta denominación se incluyen las siguientes áreas:
- Parque Nacional de las Llanuras de Horton
- Bosque de conservación de Knuckles y
- Área protegida del Pico Wilderness

La altura máxima que se alcanza es de unos 2.500 metros sobre el nivel del mar aproximadamente.
La región alberga una variedad de mamíferos, algunos de ellos endémicos, tales como el "mono-oso" (Trachypithecus vetulus monticola) y el "loris delgado de Horton Plains" (Loris tardigradus nycticeboides). También habitan esta región varias especies endémicas de aves.